# Mission of Burma
Mission of Burma — американская рок-группа, образовавшаяся в 1979 году в Бостоне, штат Массачусетс, и исполнявшая экспериментальный панк-/постпанк с элементами нойз-рока. В первый состав группы вошли Роджер Миллер (англ. Roger Miller, гитара), Клинт Конли (англ. Clint Conley, бас-гитара), Питер Прескотт (англ. Peter Prescott, ударные) и Мартин Своп (англ. Martin Swope, студийные эффекты).. Используя частые смены темпа, необычнyю для рок-музыки размерность и последовательности аккордов, «артовые, но без претенциозности» Mission of Burma заметно расширили стилистические рамки панк-рока (сохранив при этом изначальную агрессивность) и приобрели репутацию одной из ведущих групп американского постпанка.
Дебютировав в 1981 году синглом «Academy Fight Song», вышедшем на бостонском инди-лейбле Ace of Hearts Records, группа выпустила затем Signals, Calls, and Marches EP (1981), за которым последовал успешный полноформатный дебют Vs., восторженно встреченный рок-критикой и впоследствии объявленный классическим. Несмотря на повсеместный успех релиза, группа в 1983 году из-за болезни Миллера (у него возникли проблемы со слухом) распалась.
С годами Mission of Burma стали считаться культовым и сверхвлиятельным коллективом в истории американского альтернативного рока. В числе тех, кто упоминали Mission of Burma в числе основных влияний, были участники Nirvana, Pearl Jam, Superchunk, Jawbox, R.E.M., Sonic Youth, Drive Like Jehu, Throwing Muses, Yo La Tengo, Fugazi, Pixies, Guided by Voices, Catherine Wheel.
В 2002 году Mission of Burma реформировались (Боб Уэстон заменил Свопа) и с тех пор выпустила три студийных альбома: ONoffON, The Obliterati и The Sound The Speed The Light. В 2009 году власти Бостона объявили 4 октября «Днем Mission of Burma».

## Дискография

### Студийные альбомы
- Signals, Calls and Marches (EP) (1981)
- Vs. (1982)
- ONoffON (2004)
- The Obliterati (2006)
- The Sound The Speed The Light (2009)
- Unsound (2012)

### Концертные альбомы
- The Horrible Truth About Burma (1985)
- Snapshot (2004)